# Dopingaffäre Team Telekom

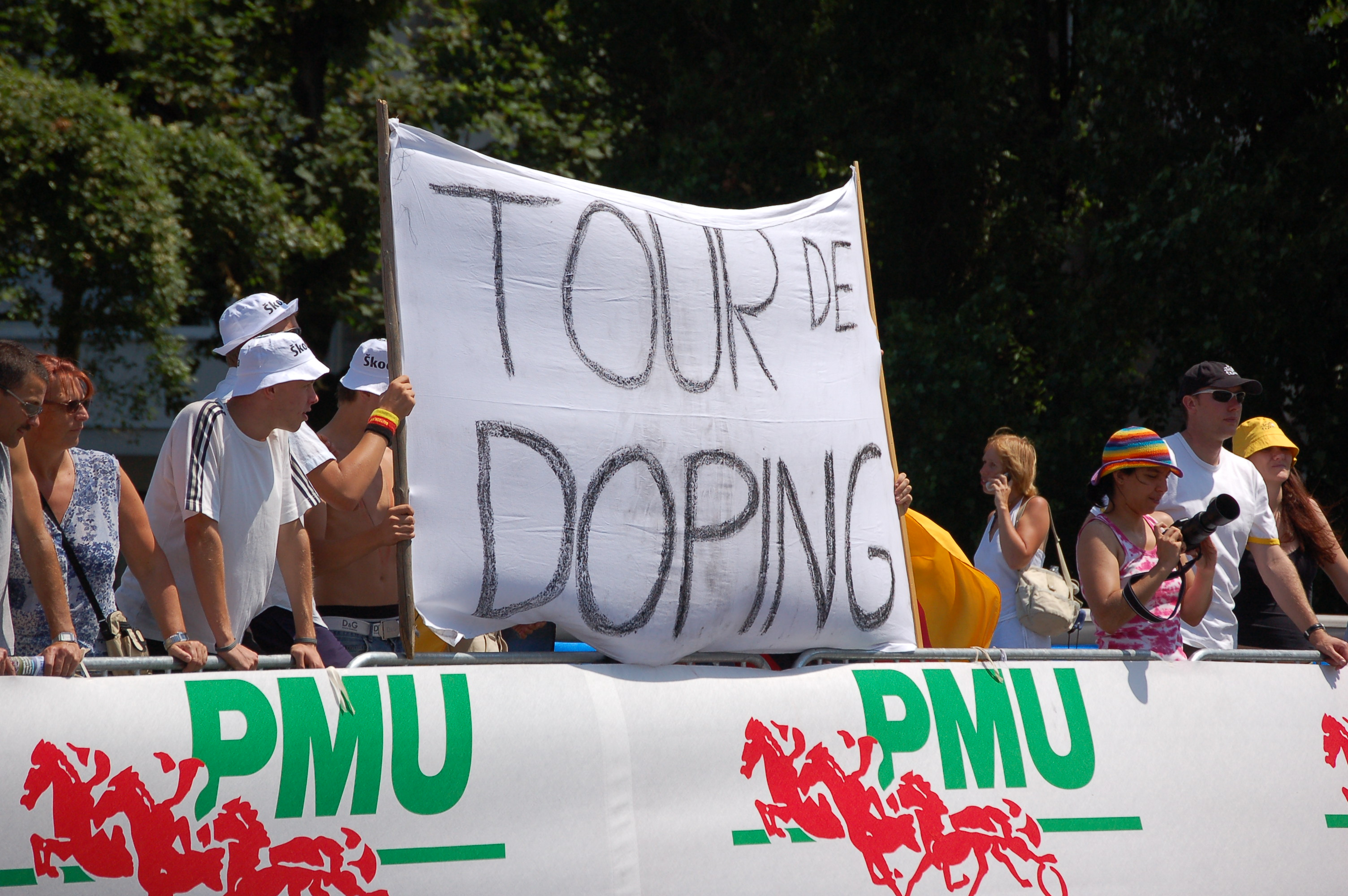
Radsportfans demonstrieren bei der Tour de France

Die Dopingaffäre Team Telekom fand im Jahr 2007 ihren Höhepunkt, nachdem der ehemalige Masseur der Mannschaft, Jef D’hont, der Radsportmannschaft Team Telekom (Vorgängerteam des mittlerweile aufgelösten Teams Columbia) systematisches Doping unterstellt hatte und danach mehrere ehemalige Rennfahrer der Mannschaft (Bert Dietz, Christian Henn, Udo Bölts, Erik Zabel, Rolf Aldag, Brian Holm und Bjarne Riis) Doping mit Erythropoietin (EPO), zum Teil auch Cortison und Wachstumshormonen zugaben.
Im Zuge der Ereignisse beendete T-Mobile am 27. Nov. 2007 seine Förderung im Radsportbereich mit sofortiger Wirkung.

## Vorwürfe
Im April 2007 veröffentlichte Der Spiegel den Vorabdruck eines Buches des Belgiers Jef D’hont, der von 1992 bis 1996 für das Team Telekom als Masseur arbeitete, in dem er der Mannschaft organisiertes Doping vorwarf. So beschuldigte er die Mannschaftsärzte Lothar Heinrich und Andreas Schmid von der Uni-Klinik Freiburg, die ursprünglich auch in der Saison 2007 für das Team verantwortlich sein sollten, die Fahrer mit dem Dopingmittel EPO und weiteren leistungssteigernden Mitteln versorgt zu haben. Nachdem der Molekularbiologe Werner Franke gegen die beiden Mediziner Anzeige wegen des Verdachts auf Verstöße gegen das Arzneimittelgesetz und wegen versuchter Körperverletzung erstattete, nahm die Staatsanwaltschaft Freiburg gegen Schmid und Heinrich Ermittlungen auf. Wenig später erklärte die Teamleitung die Beendung der Kooperation mit der Uni-Klinik Freiburg zum Ende des Jahres 2007.
D’hont warf auch Jan Ullrich, dem einzigen deutschen Gewinner der Tour de France (1997), vor, gedopt zu haben. Neben dem Dopingskandal im Team Telekom gibt es gegen Ullrich weitere Vorwürfe wegen seiner Verwicklung in den „Spanischen Dopingskandal“ kurz vor der Tour de France 2006, die Gegenstand aktueller Untersuchungen sind. Diese Vorwürfe führten zum Ausschluss Ullrichs von Teilnahme an der Rundfahrt und zur fristlosen Kündigung durch seinen Arbeitgeber, das Team T-Mobile, am 20. Juli 2006. Ullrich bestritt bis Juni 2013 öffentlich, jemals illegale Mittel zur Leistungssteigerung genutzt zu haben, wofür er unter anderem die Tatsache anführte, dass sein einziger positiver Test im Jahre 2002, der zu einer sechsmonatigen Sperre führte, auf einer in einer Diskothek konsumierten Pille (amphetaminhaltiges Ecstasy) beruhen sollte. Jedoch wurden beim spanischen Doping-Arzt Fuentes gefundene Blutbeutel per DNA-Analyse mittlerweile eindeutig Ullrich zugeordnet. Im Juni 2013 gestand Ullrich in einem Interview mit der Zeitschrift Focus Blutdoping, bestritt jedoch die Einnahme von Dopingmitteln während seiner Karriere.

## Geständnisse
Am 21. Mai 2007 gestand der ehemalige Telekomfahrer Bert Dietz, dass er in seiner Zeit mit der Mannschaft auf Empfehlung der Mannschaftsärzte das Medikament EPO zur Leistungssteigerung genommen hatte und bestätigt die Vorwürfe des ehemaligen Masseurs D’hont.
Am Tag darauf erklärte auch Christian Henn, ehemaliger Profi bei Telekom und zu diesem Zeitpunkt sportlicher Leiter beim Team Gerolsteiner, dass er von 1995 bis 1999 mit EPO gedopt hatte. Henn sollte aber weiterhin im Team Gerolsteiner in seiner aktuellen Funktion angestellt bleiben.
Nachdem die ehemaligen Profis Jens Heppner, Steffen Wesemann, Georg Totschnig und Danilo Hondo, sowie der ehemalige Teamchef Walter Godefroot dementierten, dass sie selbst gedopt hätten oder von organisierten Doping im Team gewusst hatten, gestand mit Udo Bölts, der zu diesem Zeitpunkt für das Team Gerolsteiner arbeitete, ein weiterer ehemaliger Radprofi das Doping mit EPO während seiner Zeit beim Team Telekom. Am selben Tag erklärten die Teamärzte Lothar Heinrich und Andreas Schmid, mittlerweile vom Dienst an der Uni-Klinik Freiburg freigestellt, dass sie Fahrer des Team Telekom beim Doping unterstützt hatten. Schmid wies aber darauf hin, dass dies nur in den neunziger Jahren der Fall gewesen sei. Die Universität Freiburg reagierte mit der fristlosen Kündigung der beiden Mediziner.
Am Donnerstag, dem 24. Mai, reagierte die Leitung des Teams T-Mobile mit Teammanager Bob Stapleton und Sportchef Rolf Aldag bei einer Pressekonferenz auf diese Dopinggeständnisse. Aldag gestand, bis 2002 mit EPO gedopt zu haben. Die Leitung erklärte, trotzdem weiterhin an ihm als Sportchef festhalten zu wollen. Auf dieser Pressekonferenz gestand auch Erik Zabel, dass er während der Tour de France 1996 kurze Zeit mit EPO gedopt hatte, danach aber wegen Unverträglichkeit nicht mehr. Kurz darauf folgte der ehemalige Telekom-Profi und aktuell sportlicher Leiter bei T-Mobile Brian Holm mit einem Geständnis, ebenfalls mit EPO gedopt zu haben.
Während einer Pressekonferenz am 25. Mai 2007 in Kopenhagen gestand Bjarne Riis, in der Zeit von 1993 bis 1998 EPO, Wachstumshormone und Cortison zur Leistungssteigerung eingenommen zu haben. Das EPO kaufte und nahm er nach seinen Angaben selbst ein. Auch sein Sieg bei der Tour de France 1996 stand unter dem Einfluss des Dopingmittels EPO, Cortison und Wachstumssubstanzen, wie Riis öffentlich zugab: „Ich weiß, dass ich mit unerlaubten Mitteln zum Toursieg kam. Aber ich habe trotzdem dafür gearbeitet. Wenn ihr Euch das Gelbe Trikot jetzt holen wollt, bitte, es bedeutet mir nichts. Es liegt im Pappkarton.“ Der Toursieg 1996 wird Riis nicht mehr aberkannt. Der Präsident des Radsport-Weltverbands Pat McQuaid sagte dazu: „Die achtjährige Verjährungsfrist ist abgelaufen, wir schreiben die Geschichte nicht mehr um“.
Jörg Jaksche, der von 1998 bis 2000 im Team Telekom aktiv war, hat gestanden, bereits seit 1997 gedopt zu haben. 1999 hatte er die Einnahme von EPO eingestellt aus Angst erwischt zu werden, doch nach ausbleibendem sportlichen Erfolg fuhr er mit dem Doping fort.

## Chronologie der Ereignisse
- 12. Juni 1999: In den Medien berichtet Der Spiegel erstmals über illegale Praktiken im Team Telekom. Der damalige Fahrer Jan Ullrich und die Firma des Teamchefs Walter Godefroot gingen juristisch gegen den Artikel vor. Ullrich erwirkte den Abdruck einer Gegendarstellung. Das Nachrichtenmagazin hat sich in weiteren Verfahren vor Gericht mit Ullrich und der Godefroot GmbH auf die Abgabe einer Unterlassungsverpflichtungs-Erklärung verglichen.
- 30. April 2007: Der frühere Team-Masseur Jef D’hont erhebt im Spiegel schwere Anschuldigungen, die sich im weiteren Verlauf bestätigen.
- 2. Mai 2007: Die Staatsanwaltschaft ermittelt gegen T-Mobile-Ärzte
- 15. Mai 2007: Die T-Mobile-Ärzte Andreas Schmid und Lothar Heinrich weisen die Vorwürfe zunächst zurück.
- 21. Mai 2007: Der ehemalige Telekom-Fahrer Bert Dietz gesteht Doping.
- 22. Mai 2007: Geständnis von Christian Henn
- 23. Mai 2007: Udo Bölts gesteht. Am Abend gestehen die Ärzte Schmid und Heinrich.
- 24. Mai 2007: Geständnis auf einer Pressekonferenz in Bonn von Erik Zabel und Rolf Aldag; Brian Holm gesteht ebenfalls Doping
- 25. Mai 2007: Geständnis auf einer Pressekonferenz in Kopenhagen von Bjarne Riis
- 29. Mai 2007: Mario Kummer dementiert ein angebliches Dopinggeständnis.
- 5. Juni 2007: Walter Godefroot, ehemaliger Teamchef des Team Telekom, dementiert auf einer Pressekonferenz etwas von den Dopingpraktiken seiner Fahrer gewusst oder Doping gefördert zu haben.[12]
- 30. Juni 2007: Jörg Jaksche gesteht gegenüber dem Spiegel mit EPO gedopt zu haben.[13]
- 18. Juli 2007: Bei Patrik Sinkewitz, der bereits ausgeschieden ist, wird ein positiver Dopingtest bekannt, der am 8. Juni 2007 bei einer Trainingskontrolle durchgeführt wurde. Daraufhin beenden ARD und ZDF die Berichterstattung von der laufenden Tour de France.[14]
- 27. November 2007: Die Deutsche Telekom AG erklärt ihren sofortigen Rückzug aus dem Radsport-Sponsoring. Die Mannschaft Team T-Mobile soll unter Leitung von Bob Stapletons Firma „High Road Sport“ weitermachen.[15]
- 16. Oktober 2008: Nach erneuten Doping-Enthüllungen beenden ARD und ZDF die Live-Übertragung von der Tour de France.[16]
- 13. Mai 2009: Die externe Doping-Untersuchungskommission des Universitätsklinikums Freiburg legt ihren Abschlussbericht vor.